# (79313) 1996 CK
1996 سي كي (ويعرف أيضًا باسم (79313) 1996 سي كي وفق تسمية الكوكب الصغير) (بالإنجليزية: 1996 CK)‏ هو كويكب ضمن حزام الكويكبات؛ وترتيبه 79313 من حيث الاكتشاف.
اكتُشف هذا الجُرم الفلكي بواسطة برنامج شميدت للكويكبات في بكين في 1 فبراير 1996.

## وصلات خارجية
- (79313) 1996 CK في قاعدة بيانات مختبر الدفع النفاث لأجرام النظام الشمسي الصغيرة

- الاكتشاف · مخطط المدار ·  العناصر المدارية · المعلمات المادية

- (79313) 1996 CK على موقع ويكي سكاي: DSS2, SDSS, GALEX, IRAS, Hydrogen α, X-Ray, Astrophoto, Sky Map, Articles and images